# Доменная печь
До́менная печь, до́мна — большая металлургическая вертикально расположенная печь шахтного типа для выплавки чугуна и ферросплавов из железорудного сырья. Важнейшей особенностью доменного процесса является его непрерывность в течение всей кампании печи (от строительства печи до её капитального ремонта) и противоток поднимающихся вверх фурменных газов с непрерывно опускающимся и наращиваемым сверху новыми порциями шихты столбом материалов.

## Этимология
Слово «домна» образовано от старославянского «дмение» — дутьё. На других языках: англ. blast furnace — дутьевая печь, нем. Hochofen — высокая печь, фр. haut fourneau — высокая печь. кит. 高炉 (gāolú) — высокая печь, хорв. Visoka peć — высокая печь.
Следует иметь в виду коренное отличие в значении слов «домница» и «доменная печь»: в домнице получали (в виде кусков или криц) штуки восстановленного сыродутного (от слова «сырое», то есть неподогретое дутьё) железа, а в доменной печи — жидкий чугун.

## История

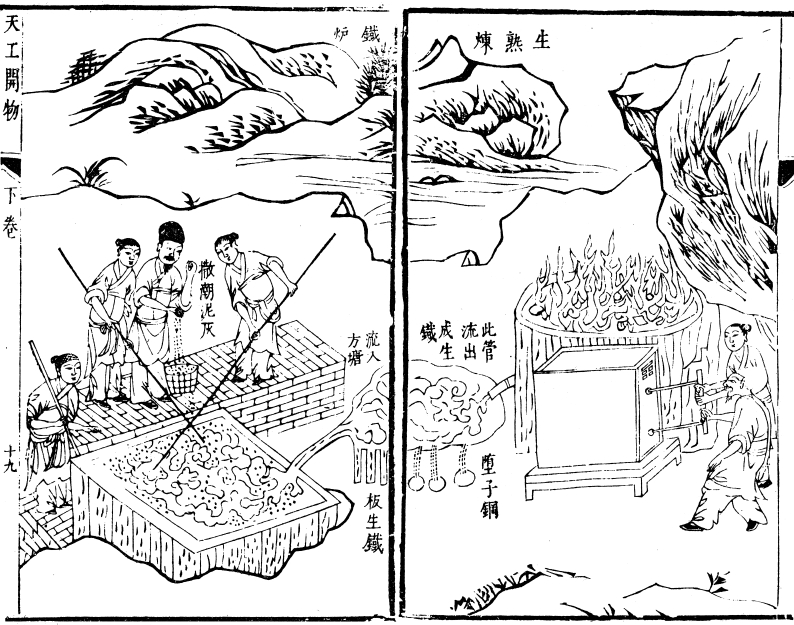
Выплавка чугуна. Иллюстрация из китайской энциклопедии 1637 года

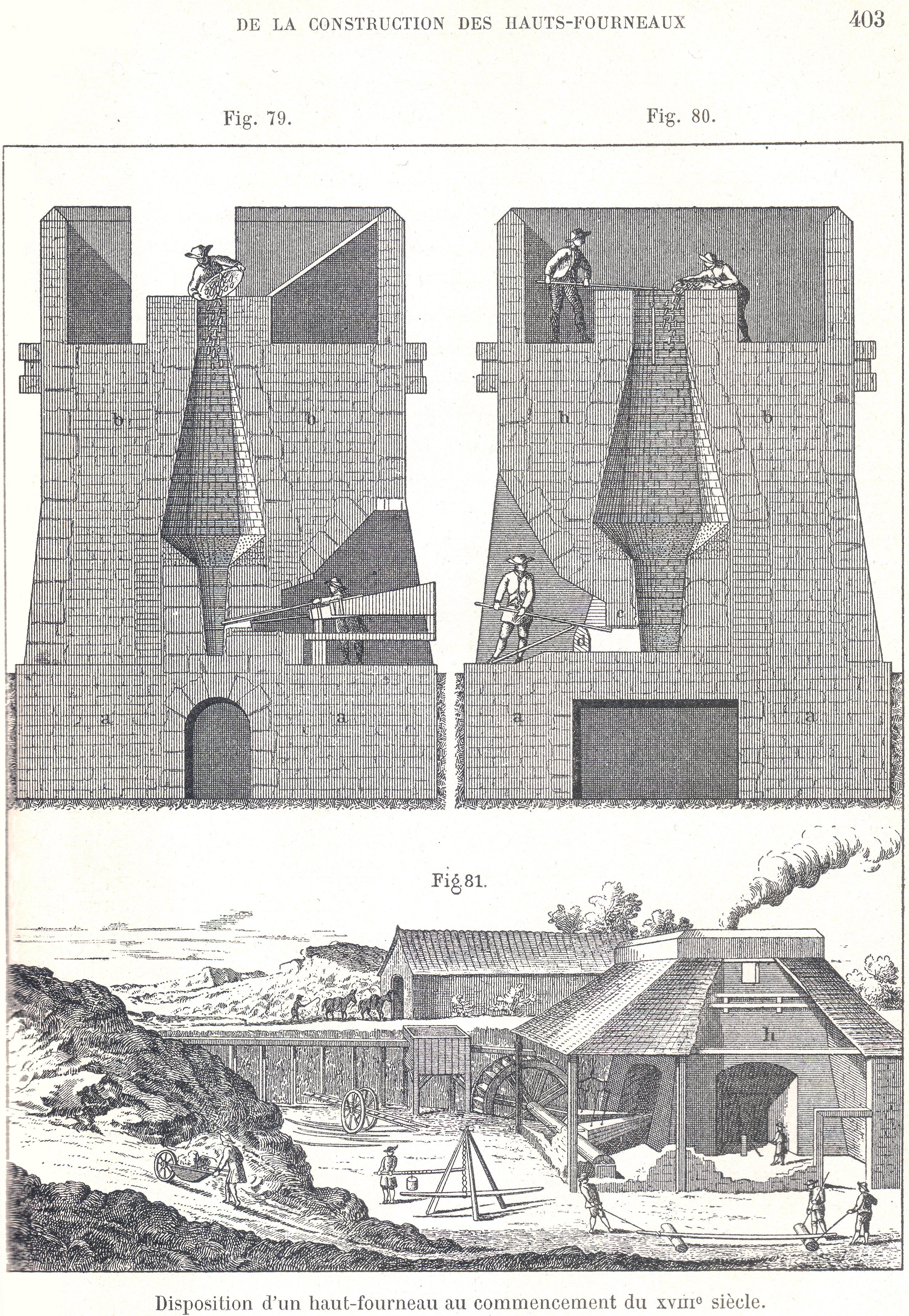
Доменная печь XVIII века

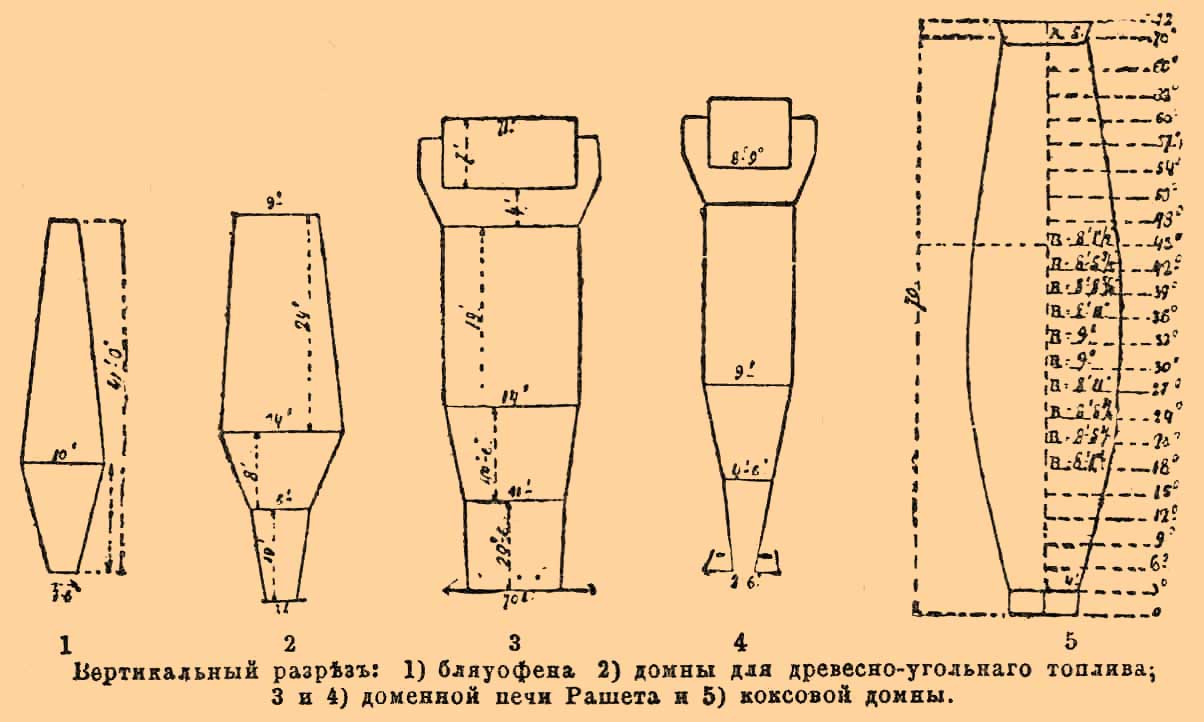
Вертикальные разрезы печи Рашета (3, 4) в сравнении с бляуофеном (1), древесноугольной (2) и коксовой (5) домнами

Первые доменные печи появились в Китае к IV веку. В эпоху Средневековья в Европе применялся т. н. каталонский горн, который позволил механизировать кузнечные меха за счёт гидравлического привода, что способствовало увеличению температуры плавки. Однако его ещё нельзя было назвать доменной печью ввиду особых габаритов (кубический метр).
Непосредственным предшественником доменной печи был штюкофен (кричные печи), которые появились в XIII веке в Штирии. Штукофен имел форму конуса высотой 3,5 метра и имел два отверстия: для нагнетания воздуха (фурма) и вытаскивания крицы.
В Европе доменные печи появились в Вестфалии во второй половине XV века, в Англии доменные печи начали строить в 1490-х годах, в будущих США — в 1619 г. Это стало возможным благодаря механизации. Высота домны достигала 5 метров. В России первая доменная печь появилась в 1630 году (Тула, Виниус). В 1730-х гг. на заводах Урала доменные печи сооружали вблизи основания плотины и на одном фундаменте часто помещали два агрегата, сокращая расходы на строительство и обслуживание.
Дутьё в большинстве случаев подавали двумя работавшими по очереди клинчатыми мехами, изготовленными из дерева и кожи и приводимыми в действие водоналивным колесом. Концы сопел обоих мехов помещали в неохлаждаемую чугунную фурму прямоугольного сечения, носок которой не выходил за пределы кладки. Между соплами и фурмой оставляли зазор для наблюдения за горением угля. Расход воздуха достигал 12—15 м³/мин при избыточном давлении не более 1,0 кПа, что было обусловлено малой прочностью кожи мехов. Низкие параметры дутья ограничивали интенсивность плавки, объём и высоту печей, суточная производительность которых длительное время не превышала 2 т, а время пребывания шихты в печи от момента загрузки до образования чугуна составляло 60—70 ч. В 1760 году Дж. Сметон изобрёл цилиндрическую воздуходувку с чугунными цилиндрами, повысившими количество дутья. В России эти машины появились впервые в 1788 году на Александровском пушечном заводе в Петрозаводске. На каждую печь действовало 3—4 воздушных цилиндра, соединённых с водяным колесом посредством кривошипа и зубчатой передачи. Количество дутья возросло до 60—70 м3/мин.
Высокий расход древесного угля на получение железа вызвал истребление лесов вокруг металлургических заводов Европы. По этой причине в Великобритании с 1584 году ввели ограничение на рубку леса для металлургического производства, что вынудило эту страну, богатую каменным углём, в течение двух столетий ввозить часть чугуна для собственных нужд сначала из Швеции, Франции и Испании, а потом из России. В 1620-х годах Д. Дадли пытался плавить чугун на неподготовленном каменном угле, но без успеха. Только в 1735 году А. Дарби II после многолетних опытов удалось получить каменноугольный кокс и выплавить на нём чугун. С 1735 года основным топливом доменной печи стал каменный уголь (Великобритания, Абрахам Дарби III).
Низкая стоимость кокса в сравнении с древесным углём, его высокая механическая прочность и удовлетворительное качество чугуна стали основанием для последующей повсеместной замены органического топлива минеральным. Наиболее быстро этот процесс закончился в Великобритании, где к началу XIX века почти все доменные печи перевели на кокс, тогда как в континентальной Европе минеральное топливо начали использовать позже.
11 сентября 1828 года Джеймс Бомон Нилсон получил патент на использование горячего дутья (британский патент № 5701) и в 1829 г. осуществил нагрев дутья на заводе Клайд в Шотландии. Использование в доменной печи нагретого только до 150 °С дутья вместо холодного привело к снижению удельного расхода каменного угля, применяемого в доменной плавке, на 36 %. Нилсону также принадлежит идея повышения содержания кислорода в дутье. Патент на это изобретение принадлежит Генри Бессемеру, а практическая реализация относится к 1950-м годам, когда было освоено производство кислорода в промышленных масштабах.
19 мая 1857 года Э. А. Каупер запатентовал воздухонагреватели (британский патент № 1404), также называемые регенераторами или кауперами, для доменного производства, позволяющие сэкономить значительное количество кокса. Внедрению горячего дутья на заводах Урала способствовало распространение в 1860—1870-х годах доменных печей Рашета, имевших горн эллиптического или прямоугольного поперечного сечения и снабжённых улавливающими устройствами для нагрева подаваемого в печь воздуха.

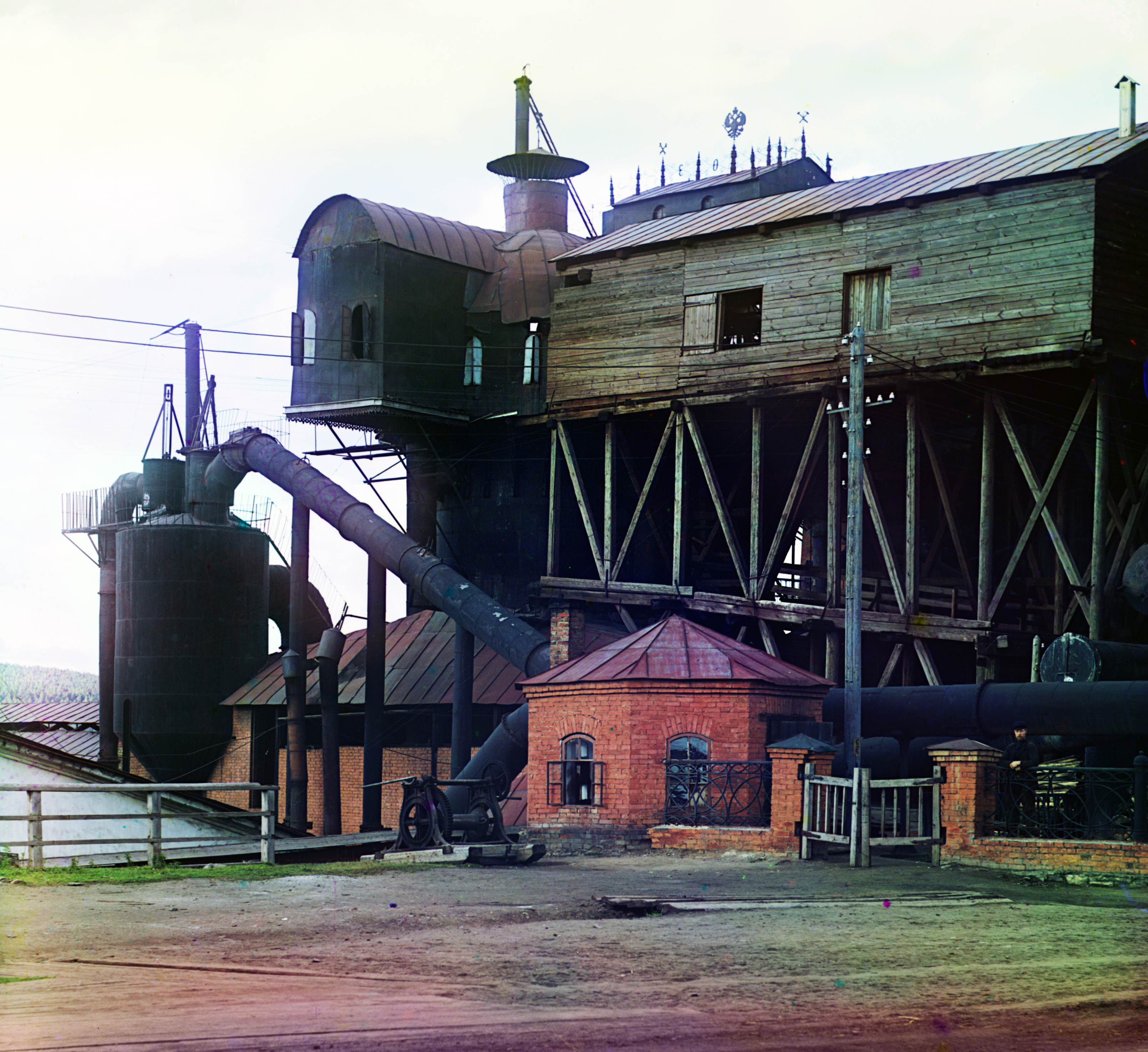
Доменные печи Саткинского завода. 1910. Фото С. М. Прокудина-Горского

Во второй половине XIX века, с возникновением и распространением сталеплавильных технологий требования к чугунам стали более формализованными — они подразделялись на передельные и литейные. При этом для каждого вида сталеплавильного передела были установлены чёткие требования, в том числе и по химическому составу. Содержание кремния в литейных чугунах было установлено на уровне 1,5—3,5 %. Они делились по категориям в зависимости от величины зерна в изломе. Существовал ещё отдельный сорт литейного чугуна — «гематитовый», выплавляемый из руд с низким содержанием фосфора (содержание в чугуне до 0,1 %).
Передельные чугуны различались по переделам. Для пудлингования использовался любой чугун, при этом от выбора чугуна (белый или серый) зависели свойства получаемого железа. Для бессемерования предназначался серый чугун, богатый марганцем и кремнием и содержащий как можно меньше фосфора. Томасовским способом перерабатывали низкокремнистые белые чугуны со значительным содержанием марганца и фосфора (1,5—2,5 % для обеспечения правильного теплового баланса). Передельный чугун для кислой мартеновской плавки должен был содержать лишь следы фосфора, тогда как для основного процесса требования по содержанию фосфора не были столь строги.
При нормальном ходе плавки руководствовались видом шлака, по которому можно было ориентировочно оценить содержание в нём четырёх главных составляющих его оксидов (кремния, кальция, алюминия и магния). Кремнеземистые шлаки при застывании имеют стекловидный излом. Излом шлаков, богатых оксидом кальция — камневидный, оксид алюминия делает излом фарфоровидным, под влиянием оксида магния он принимает кристаллическое строение. Кремнеземистые шлаки при выпуске вязки и тягучи. Кремнеземистый шлак, обогащённый оксидом алюминия, становится более жидким, но ещё может вытягиваться в нити, если оксида кремния в нём не менее 40—45 %. Если же содержание оксидов кальция и магния превышает 50 %, шлак становится вязким, не может течь тонкими струйками и при застывании образует морщинистую поверхность. Морщинистая поверхность шлака говорила о том, что плавка «горячая» — при этом кремний восстанавливается и переходит в чугун, следовательно, в шлаке становится меньше оксида кремния. Гладкая поверхность имела место при выплавке белого чугуна с невысоким содержанием кремния. Оксид алюминия придавал поверхности шлака чешуйчатость.
Индикатором хода плавки был цвет шлака. Основный шлак с большим количеством оксида кальция имел при выплавке графитистого «чёрного» чугуна в изломе серый цвет с голубоватым оттенком. При переходе к белым чугунам он постепенно желтел вплоть до коричневого, а при «сыром» ходе значительное содержание оксидов железа делало его чёрным. Кислые, кремнистые шлаки при тех же условиях меняли свой цвет от зелёного до чёрного. Оттенки цвета шлака позволяли судить о присутствии марганца, который придаёт кислым шлакам аметистовый оттенок, а основным — зелёный или жёлтый.

## Описание и процессы
Доменная печь представляет собой непрерывно действующий аппарат шахтного типа. Загрузка шихты осуществляется сверху через типовое загрузочное устройство, которое одновременно является и газовым затвором доменной печи. В домне восстанавливают богатую железную руду (на современном этапе запасы богатой железной руды сохранились лишь в Австралии и Бразилии), агломерат или окатыши. Иногда в качестве рудного сырья используют брикеты.
1железная руда + известняк
2кокс
3лента конвейера
4колошник с аппаратом, предотвращающим уход доменного газа в атмосферу
5слой кокса
6слои известняка, оксида железа, руды
7горячий воздух (с температурой около 1200 °C)
8шлак
9жидкий передельный чугун
10шлаковый ковш
11чугуновоз
12циклон для очистки доменного газа от пыли перед сжиганием его в регенераторах 13
13регенераторы (кауперы)
14дымовая труба
15подача воздуха в регенераторы (кауперы)
16порошок угля
17коксовая печь
18резервуар для кокса
19газоотвод для горячего колошникового газа
Доменная печь состоит из пяти конструктивных элементов: верхней цилиндрической части — колошника, необходимого для загрузки и эффективного распределения шихты в печи; самой большой по высоте расширяющейся конической части — шахты, в которой происходят процессы нагрева материалов и восстановления железа из оксидов; самой широкой цилиндрической части — распара, в котором происходят процессы размягчения и плавления восстановленного железа; суживающейся конической части — заплечиков, где образуется восстановительный газ — монооксид углерода; цилиндрической части — горна, служащего для накопления жидких продуктов доменного процесса — чугуна и шлака.
В верхней части горна располагаются фурмы — отверстия для подачи нагретого до высокой температуры дутья — сжатого воздуха, обогащённого кислородом и углеводородным топливом.
На уровне фурм развивается температура около 2000 °C. По мере удаления вверх температура снижается, и у колошников доходит до 270 °C. Таким образом в печи на разной высоте устанавливается разная температура, благодаря чему протекают различные химические процессы перехода руды в металл.
В верхней части горна, где приток кислорода достаточно велик, кокс сгорает, образуя диоксид углерода и выделяя большое количество тепла.
{\displaystyle \mathrm {C+O_{2}=CO_{2}+Q} }
Диоксид углерода, покидая зону, обогащённую кислородом, вступает в реакцию с коксом и образует монооксид углерода — главный восстановитель доменного процесса.
{\displaystyle \mathrm {CO_{2}+C=2\,CO} }
Поднимаясь вверх, монооксид углерода взаимодействует с оксидами железа, отнимая у них кислород и восстанавливая до металла:
{\displaystyle \mathrm {Fe_{2}O_{3}+3\,CO=2\,Fe+3\,CO_{2}} }
Полученное в результате реакции железо каплями стекает по раскалённому коксу вниз, насыщаясь углеродом, в результате чего получается сплав, содержащий 2,14 — 6,67 % углерода. Такой сплав называется чугуном. Кроме углерода в него входят небольшая доля кремния и марганца. В количестве десятых долей процента в состав чугуна входят также вредные примеси — сера и фосфор. Кроме чугуна в горне образуется и накапливается шлак, в котором собираются все вредные примеси.
Ранее шлак выпускался через отдельную шлаковую лётку. В настоящее время и чугун, и шлак выпускают через чугунную лётку одновременно. Разделение чугуна и шлака происходит уже вне доменной печи — в жёлобе, при помощи разделительной плиты. Отделённый от шлака чугун поступает в чугуновозные ковши, либо в ковши миксерного типа и вывозится либо в сталеплавильный цех, либо в разливочные машины.

### Автоматизация доменного производства
Основные направлениями автоматизации и контроля в доменном производстве:
- Химический состав и физические свойства шихтовых материалов.
- Загрузка шихтовых материалов.
- Состояние верхней зоны печи (колошника)
- Состояние шахты печи.
- Параметры комбинированного дутья.
- Состояние нижней зоны печи (горна)
- Технико-экономические показатели плавки.
- Воздухонагреватели

## Фундамент печи

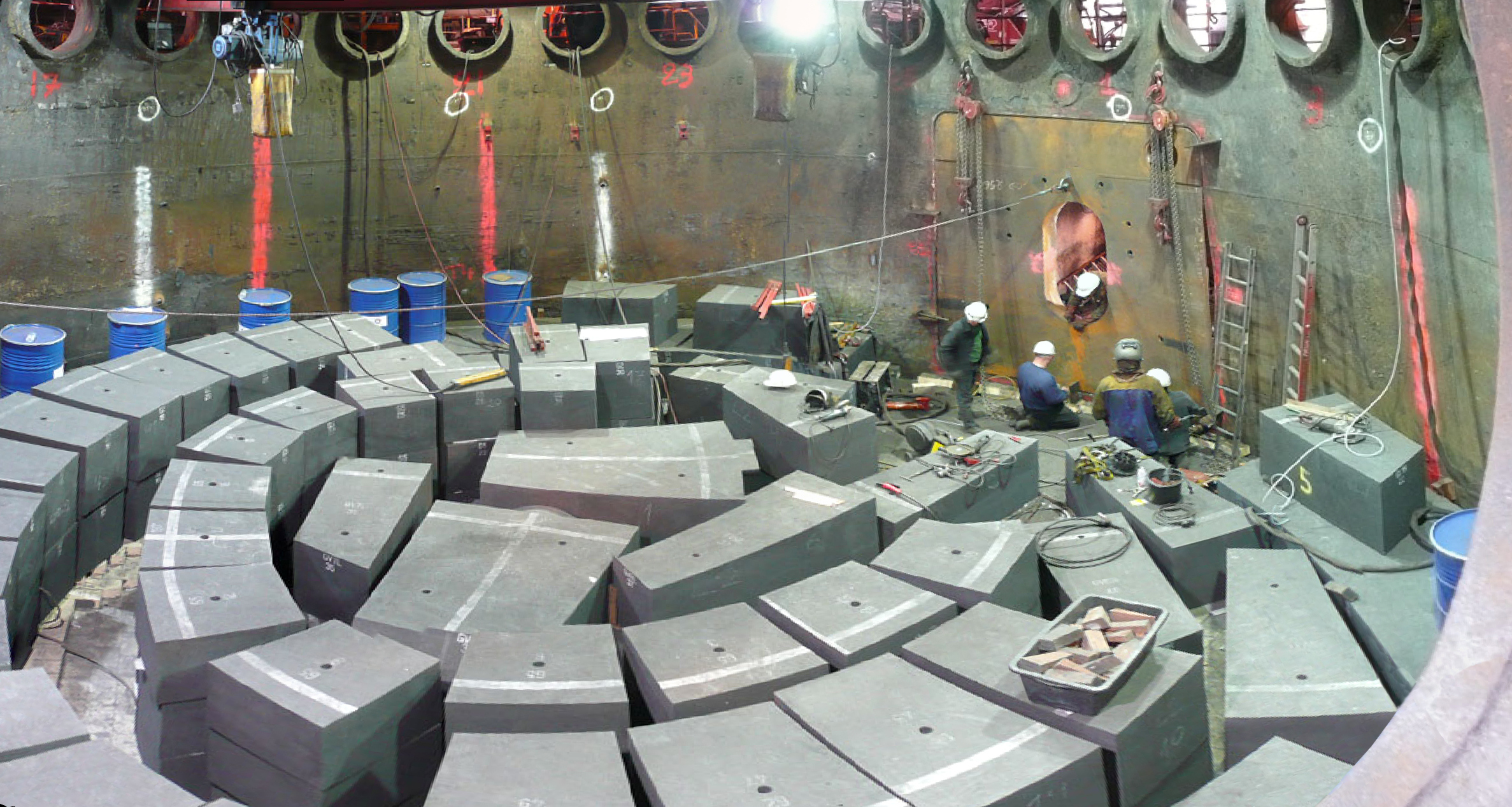
Замена огнеупорной кладки в горне доменной печи

Современная печь вместе со всеми сооружениями и металлоконструкциями, футеровкой (огнеупорной кладкой) и находящимися в ней шихтовыми материалами и продуктами плавки может иметь массу свыше 30 тыс. т при общей высоте в несколько десятков метров. Эта масса должна быть равномерно передана грунту. Нижнюю часть фундамента (подошву) делают в виде массивной бетонной плиты толщиной до 4 м. На подошву опираются колонны, поддерживающие металлические конструкции печи (кожух).
Верхняя часть фундамента (пень) представляет собой монолитный цилиндр из жароупорного бетона, на котором находится горн печи.

## Горн доменной печи
Горн доменной печи — нижняя часть доменной печи, цилиндрическая по внутреннему очертанию и коническая (иногда цилиндрическая) по наружной форме. Горн оснащён устройствами для выпуска чугуна и шлака (чугунными и шлаковыми летками) и приборами (фурмами) для вдувания нагретого (на кауперах) до 1100—1400 °С, обогащённого кислородом до 23—25 %, воздуха. Горн доменной печи — наиболее ответственная часть её конструкции. Здесь скапливается до 1000 т. и больше расплавленных продуктов плавки — чугуна и шлака. На дно горна оказывает давление весь столб шихты массой 9—12 тыс. тонн. Давление горновых газов составляет 0,4—0,5 МПа, а их температура в очагах горения кокса достигает 1700—2100 °С. Внутри горна непрерывно движутся и обновляются кокс, жидкие чугун и шлак, горновые газы. По сути это мощный непрерывно движущийся реактор. В связи с этим к конструкциям горна предъявляются жёсткие требования по прочности, герметичности и огнеупорности. Основные конструктивные элементы горна — кожух, холодильники, чугунная и шлаковая летка, фурменные приборы.

## Чугунная лётка
Это канал прямоугольной формы шириной 250—300 мм с высотой 450—500 мм. Канал делают в огнеупорной кладке горна на высоте 600—1700 мм от поверхности лещади. Каналы для шлаковых лёток выкладывают на высоте 2000—3600 мм. Канал чугунной лётки закрыт огнеупорной массой.
Открывают чугунную лётку путём высверливания бурильной машиной отверстия диаметром 50—60 мм. После выпуска чугуна и шлака (на современных больших доменных печах выпуск чугуна и шлака осуществляется через чугунные лётки) отверстия забивают с помощью электрической пушки. Носок пушки вводят в лётку и в неё из пушки под давлением подают лёточную огнеупорную массу.
Шлаковая лётка на доменной печи защищена водоохлаждаемыми элементами, которые в совокупности называют шлаковыми стопорами, и рычажной конструкцией с пневматическим приводом, управляемым дистанционно. Доменные печи большого объёма (3200—5500 м3) оборудованы четырьмя чугунными лётками, работающими попеременно, и одной шлаковой лёткой.
Выпуск чугуна и шлака из доменной печи включает в себя следующие операции:
1. открытие чугунной лётки (в необходимых случаях и шлаковой);
2. обслуживание, связанное непосредственно с вытеканием чугуна и шлака;
3. закрытие чугунной лётки (если шлак выпускали через шлаковую, то и шлаковой);
4. ремонт лётки и желобов.

## Воздухонагреватели
Воздухонагреватели сооружаются при домнах с момента изобретения Э. А. Каупера, то есть с 1857 года. Воздухонагреватели имеют вид больших башен, расположенных рядом с домной. Из домны по трубе — газоотводу — в воздухонагреватель поступает горячий колошниковый газ, который в специальной камере внутри воздухонагревателя смешивается с поступающим по другой трубе воздухом и сгорает. Образующийся ещё более горячий газ проходит через насадку — сложенную из кирпичей колонну с зазором между ними для прохода газа. Этот газ нагревает насадку и выводится из воздухонагревателя через третью трубу. Когда насадка нагреется до необходимой температуры, в воздухонагреватель пускают обычный, ненагретый, воздух, который, проходя через насадку, нагревается до температуры свыше 1000 °С и далее идёт в домну для выплавки чугуна. Насадка при этом постепенно охлаждается, и когда она достаточно охладится, её снова разогревают сжиганием колошникового газа. Отсюда видно, что процесс нагрева воздуха для домны не является непрерывным, а поскольку выплавка чугуна в домне идёт постоянно, при ней сооружают несколько воздухонагревателей — пока один из них работает на нагрев насадки колошниковым газом из домны, другой работает на нагрев насадкой воздуха для домны.

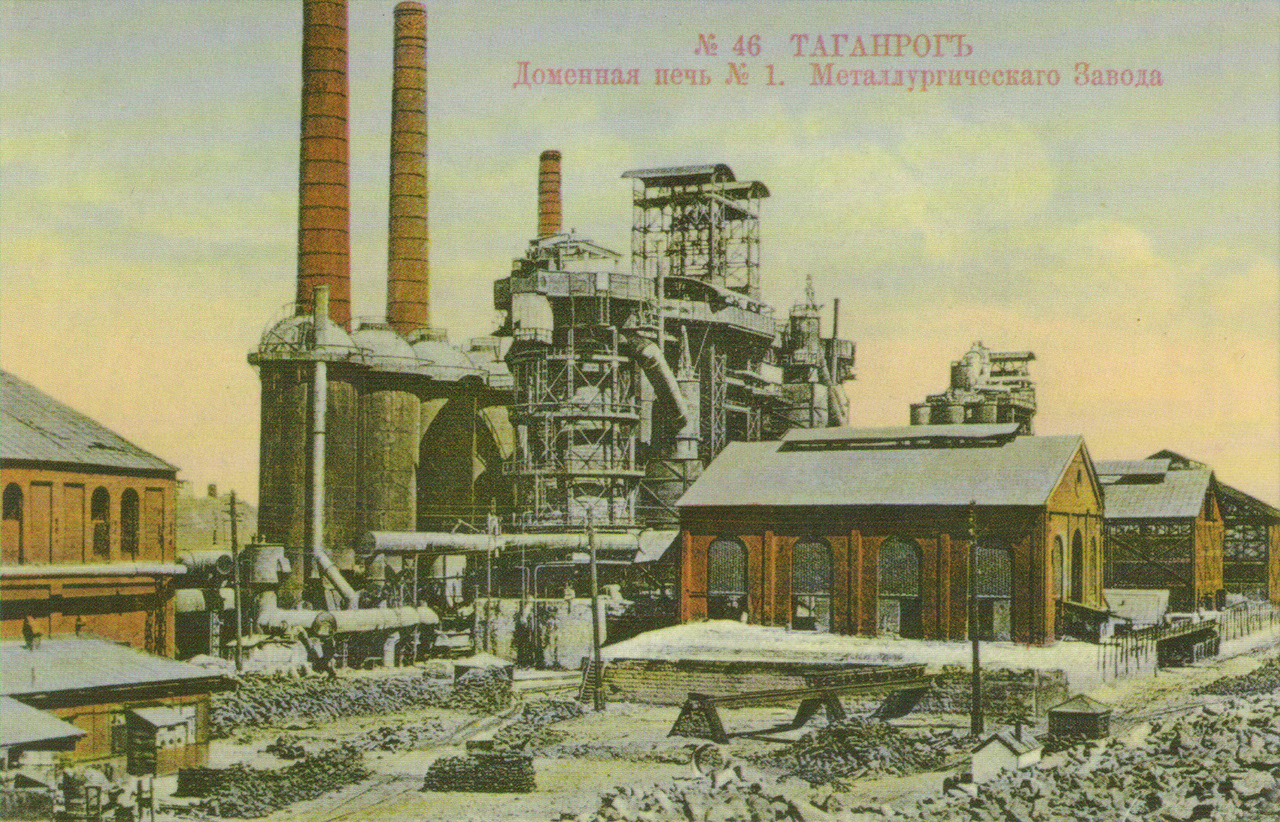
Таганрог. Металлургический завод
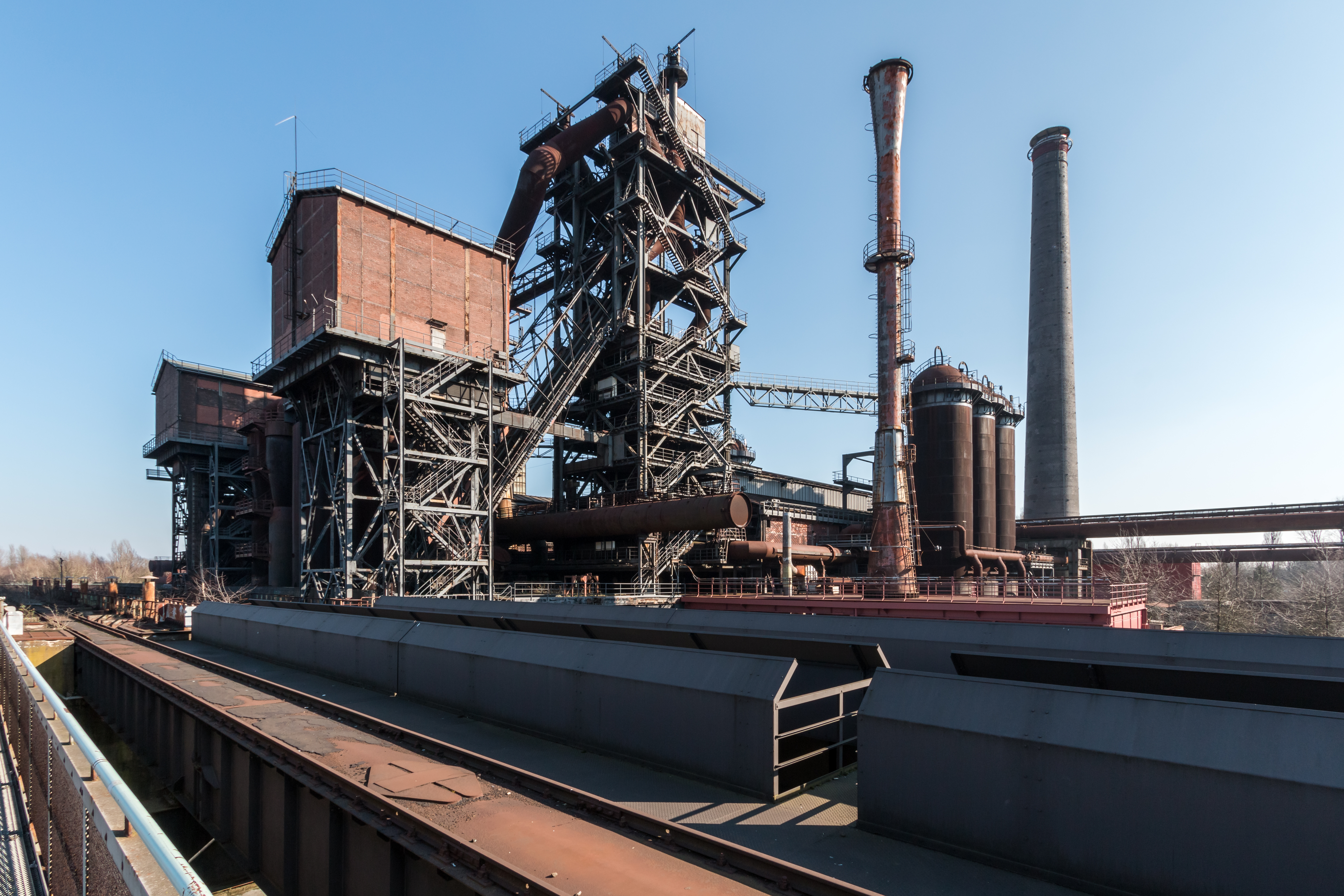
Доменная печь в Дуйсбурге, Германия
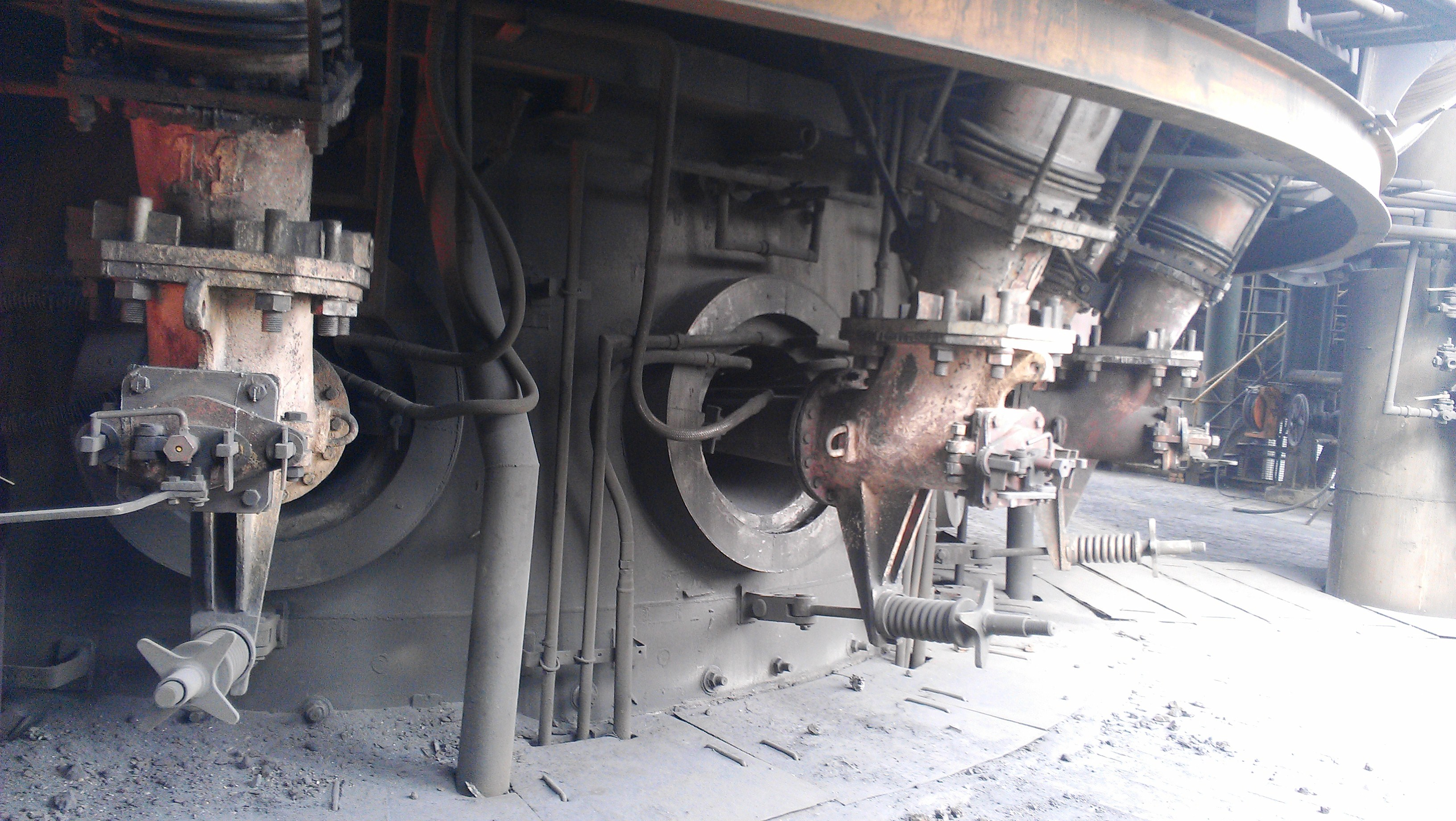
Фурмы доменной печи
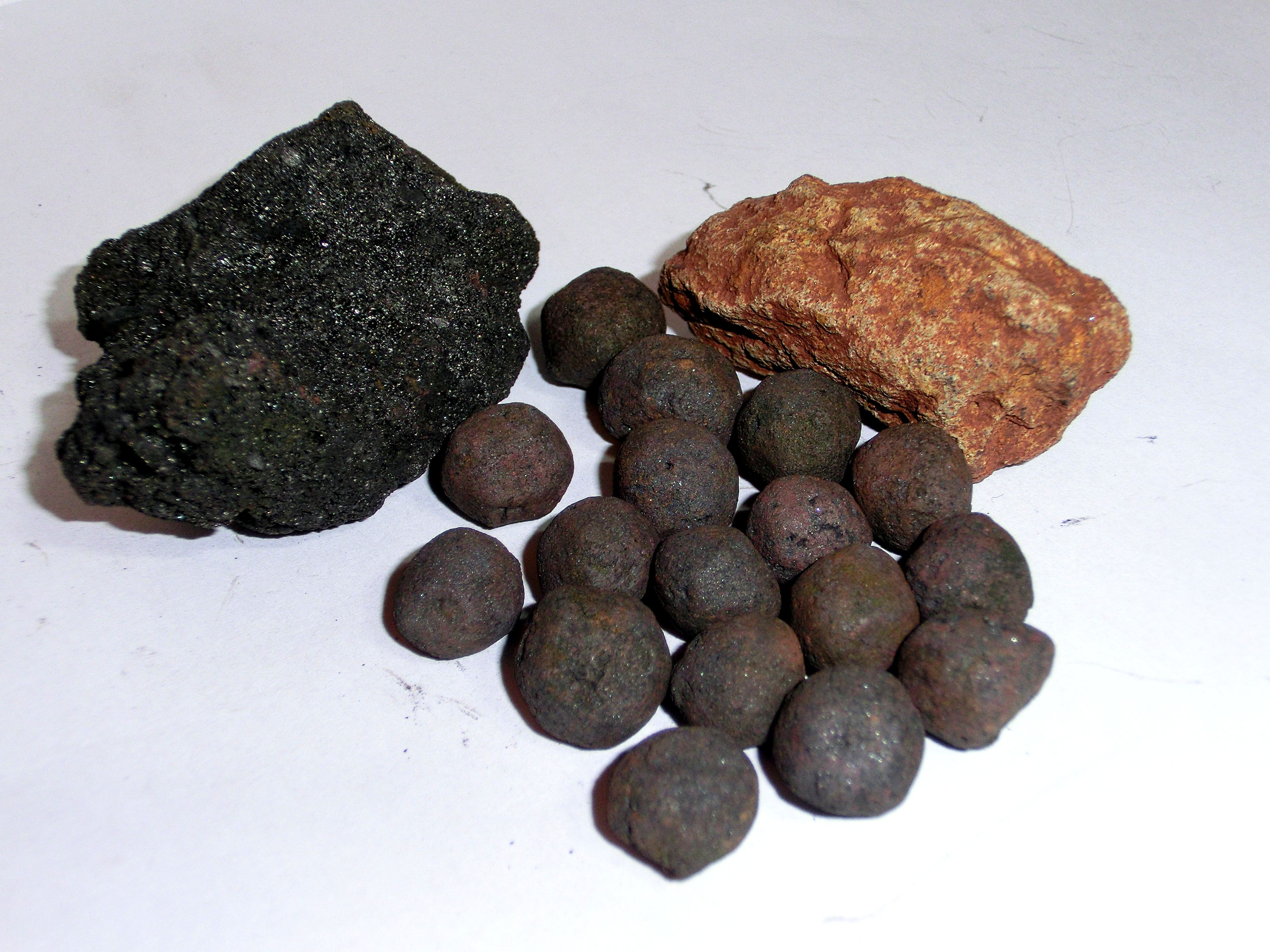
Составные части доменной шихты: окатыши, кокс, известняк
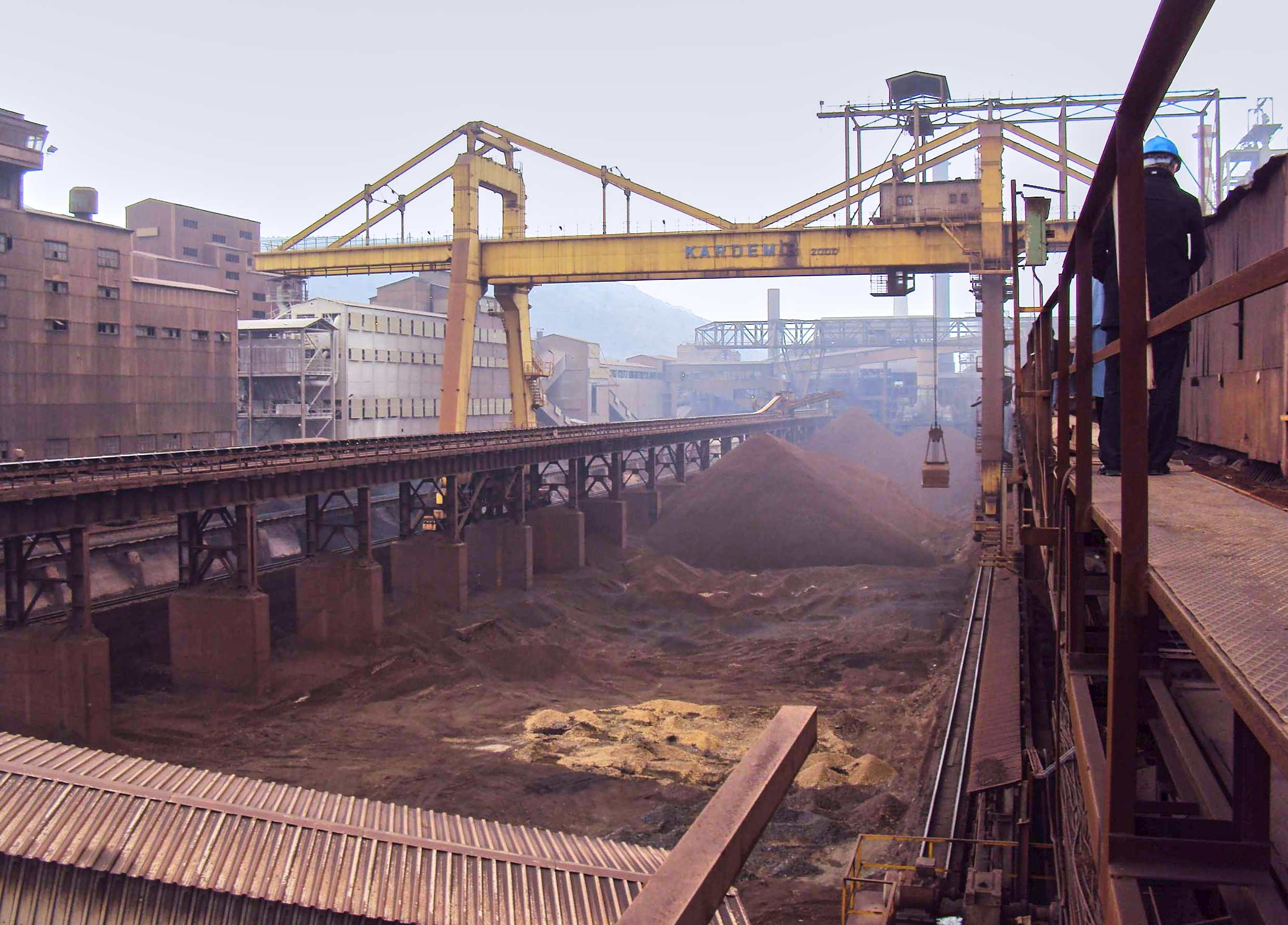
Окатыши на рудном дворе доменного цеха
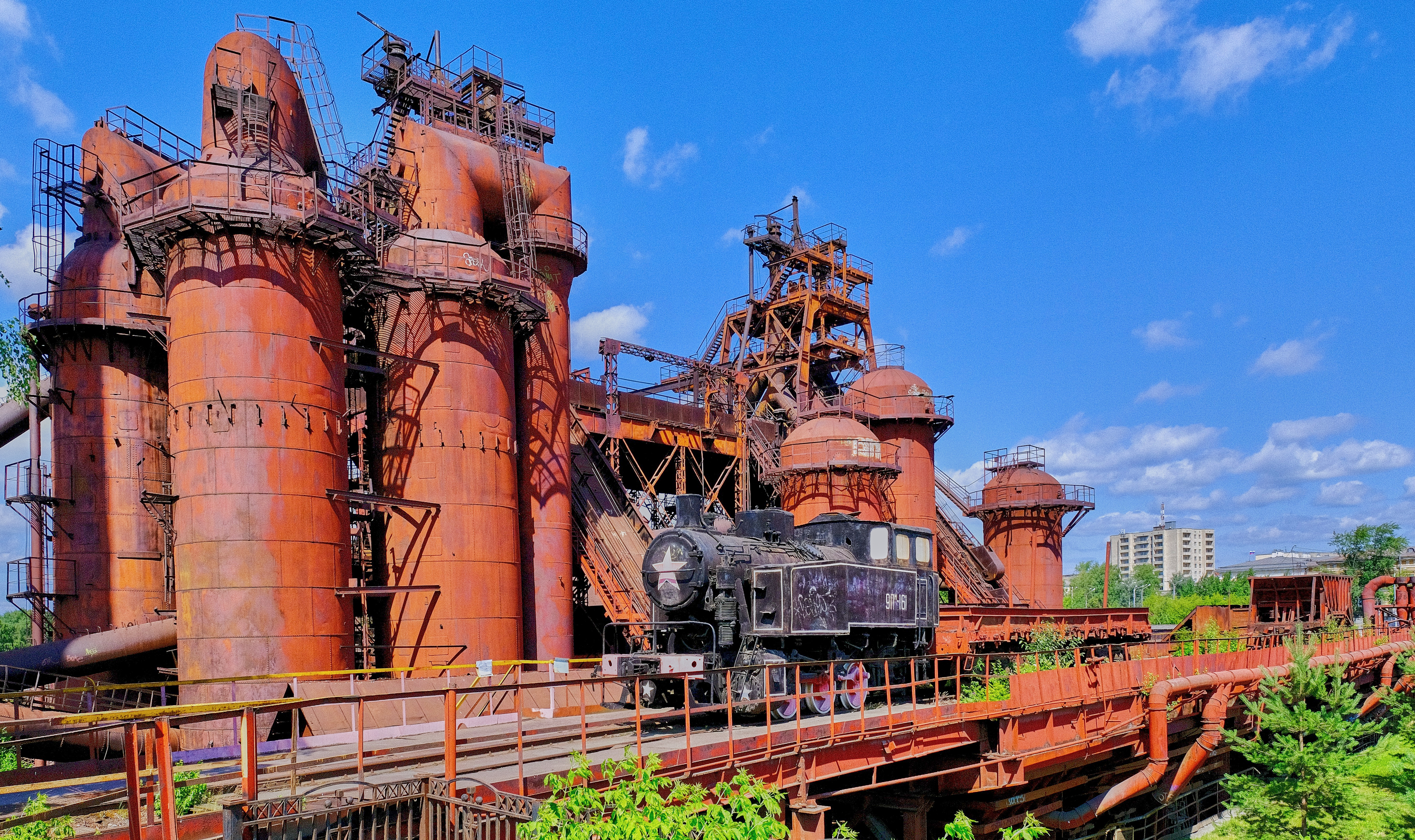
Воздухонагреватели и доменные печи НТМЗ

## В геральдике и филателии
Плавильная печь — редкая негеральдическая фигура, символизирующая отношение к металлургической, рудодобывающей и рудоперерабатывающей промышленности. Используется в гербах Екатеринбурга (1783, 1998 гг.) и гербах Луганска (1903, 1992 гг.), а также в гербе Барнаула.

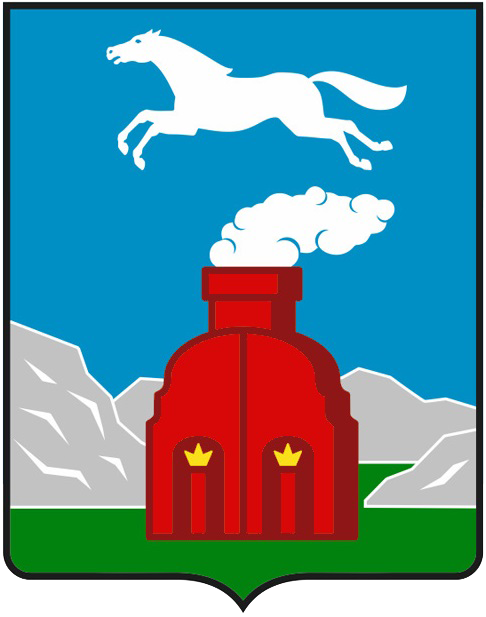
Герб Барнаула
Проект герба Екатеринбурга 1862 года
Герб Луганска 1903 года

Почтовые марки СССР 1929, 1941, 1946 годов, посвящённые индустриализации и послевоенного восстановления и развитие народного хозяйства
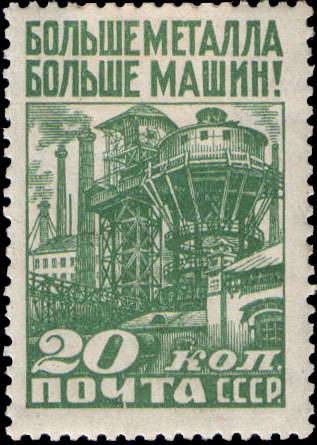
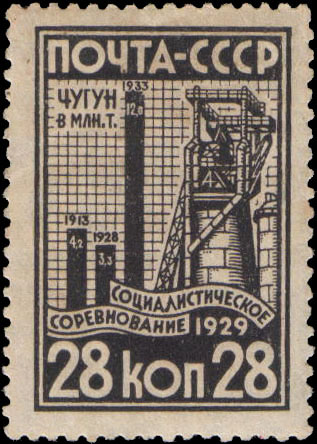
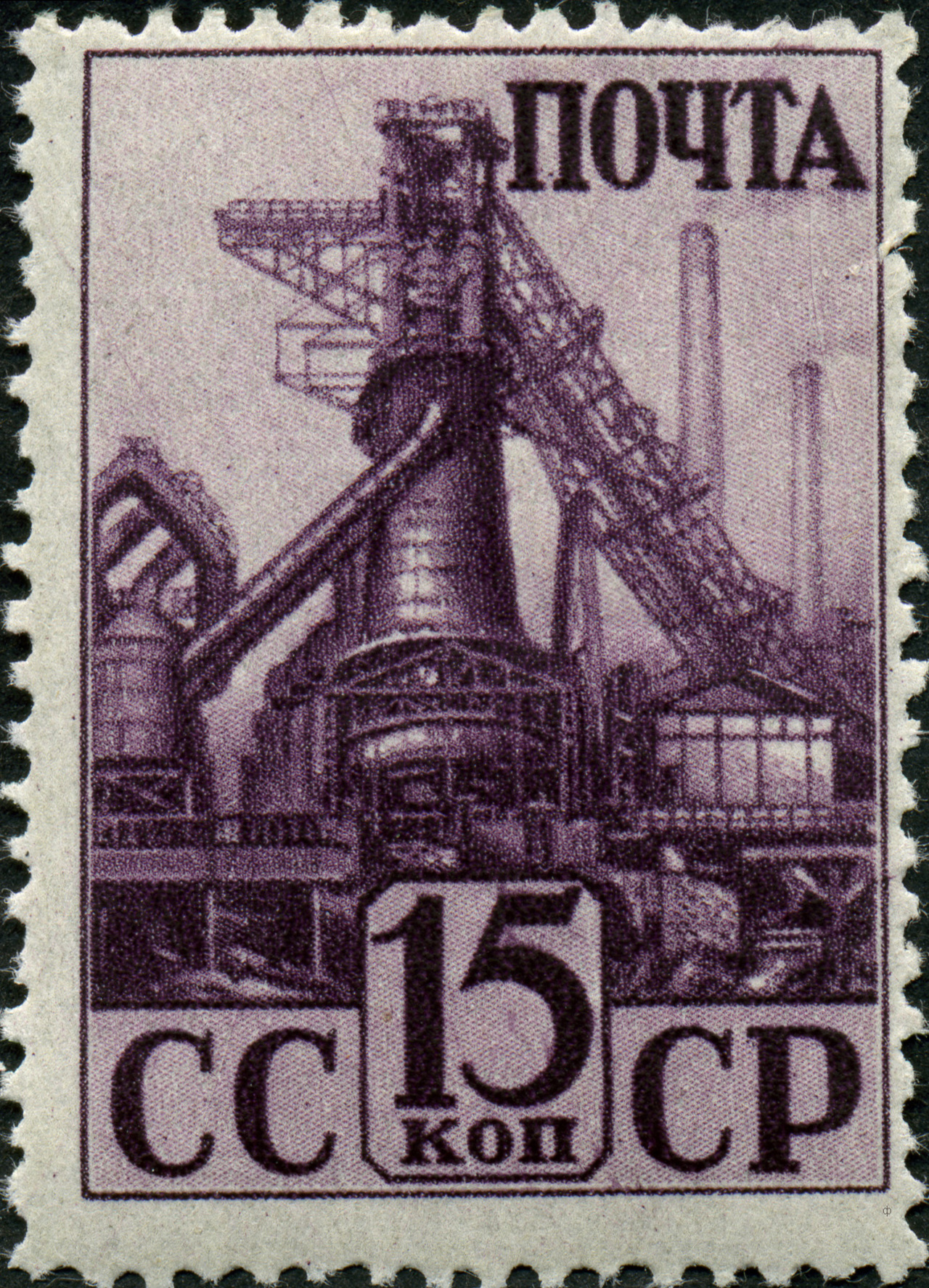
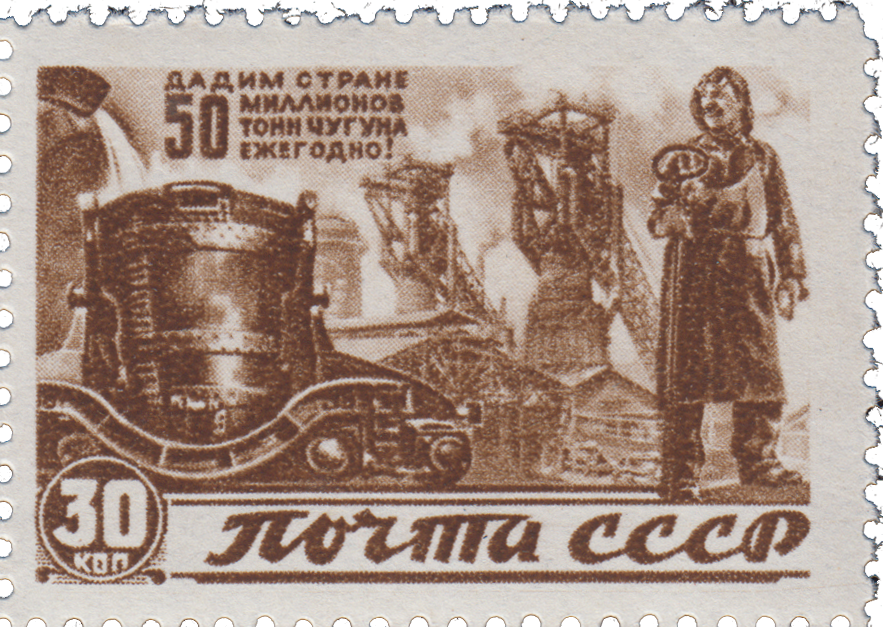